# Anouk Claes
Anouk Claes (* 1972 in Belgien) ist eine Schweizer Autorin und stellt sich als Medium dar. Sie behauptet, mit Verstorbenen kommunizieren zu können.

## Leben
Geboren in Belgien wuchs sie an der belgischen Nordküste auf. Seit 1992 lebt Claes in der Schweiz. In Basel und Genf studierte sie Theologie und Psychologie. Heute lebt sie in Basel. Sie behauptet von sich „hellsichtig“ zu sein und „in einer Welt der feinstofflichen Wesen zu leben“. Des Weiteren behauptet sie, Verstorbene sehen und durch Lebende hindurchsehen zu können. Jakob Bösch, der frühere Chefarzt der externen psychiatrischen Dienste Baselland, arbeitete u. a. mit Claes zusammen. Claes schrieb mehrere Bücher und gibt heute Workshops. Sie arbeitet zusammen mit Ärzten, Psychologen, Sozialtherapeuten und Psychiatern, um „deren Arbeit in besonders schweren Fällen zu unterstützen“. Ihre Arbeit wurde mehrfach im Fernsehen gezeigt.

## Filmische Dokumentation
- Anouk Claes im Interview, 2011
- Anouk Claes im Interview: Kann man Hellsichtigkeit lernen? , 2011
- Anouk Claes im Interview: Über den Umgang mit unseren Ängsten , 2011

## Schriften
- Warum & Wieso Verlag Allinti, ISBN 978-3-905836-07-3
- Müssen war gestern Verlag Allinti, ISBN 978-3-905836-22-6
- Sie & Sie Verlag Allinti, ISBN 978-3-905836-05-9
- Durchsichtig: Hellsichtigkeit und wie Sie am besten damit umgehen Verlag Allinti, ISBN 978-3-905836-08-0
- Gefühle, Geist und Ego Verlag Allinti, ISBN 978-3-905836-02-8
- Angst – Beschützer rund um die Uhr Verlag Allinti, ISBN 978-3-905836-03-5